# Ternstroemia maclellandiana
Ternstroemia maclellandiana là một loài thực vật thuộc họ Theaceae. Đây là loài đặc hữu của Malaysia. Chúng hiện đang bị đe dọa vì mất môi trường sống.